# Leotychidas
Leotychidas [alt. Leotychides eller Latychidas] (cirka 545–469 f.Kr.) var kung av Sparta 491-476 f.Kr. Han ledde de spartanska styrkorna under Persiska krigen från 490 till 478 f.Kr. Han skall inte förväxlas med Agis II:s (illegitime) son med samma namn.
Han föddes i Sparta omkring 545 f.Kr. och var medlem av den Eurypontidiska dynastin. Han kom till makten med Kleomenes I:s hjälp, genom att utmana Demaratos om Spartas tron 491 f.Kr. Senare samma år deltog han i Kleomenes andra expedition till Aegina, där tio personer togs som gissland och sändes till Aten. Efter Kleomenes död 488 f.Kr. tvingades Leotychidas dock nästan kapitulera till Aegina. Under våren 479 f.Kr. förde Leotychidas befälet över en grekisk flotta på 110 fartyg vid Aegina och senare vid Delos, som stöd för de grekiska revolterna på Chios och Samos mot Persiska riket. Leotychidas besegrade persiska land- och sjöstridskrafter i slaget vid Mykale vid Mindre Asiens kust under sommaren 479 f.Kr. (möjligen i mitten av augusti). 476 f.Kr. ledde han en expedition till Thessalien mot Aleudaiätten, eftersom de hade samarbetat med perserna, men drog sig tillbaka efter att ha blivit mutad av denna familj. Vid återkomsten till Sparta åtalades han för mutbrott och flydde till Athena Aleias tempel i Tegeia. Då han dömdes till exil brändes hans hus ner och hans sonson Archidamos II blev kung av Sparta. Leotychidas dog några år senare, omkring 469 f.Kr.